# Матчак, Михаил Фёдорович
Михаил Фёдорович Матчак (укр. Михайло Федорович Матчак; 28 февраля 1895, с. Воля Якубова, Дрогобычский уезд, Австро-Венгрия — 19 ноября 1958, Потьма, Мордовская АССР) — украинский военный и политический деятель, публицист, книгоиздатель.

## Происхождение и образование
Родился 28 февраля 1895 г в селе Воля Якубова Дрогобычского уезда. Отец Федор и мать Ева были крестьянами. Начальное образование получил в родном селе. В 1914 году окончил с отличием гимназию в Дрогобыче.

## Военная деятельность
После окончания гимназии вступил добровольцем в легион Украинских сечевых стрельцов. Принимал участие почти во всех битвах легиона УСС. Член управления «прессового фонда УСС», который в течение семи месяцев собрал 16 000 крон на финансирование 44 номеров (1915—1918 гг.) стрелецкого журнала «Пути». В сентябре 1916 года в битве на горе Лисоня хорунжий Матчак попал в русский плен. Вместе с другими старшинами УСС М. Матчак был отправлен в лагерь на Царь-Горе в г. Царицын (ныне г. Волгоград, Россия), где в то время находился Е. Коновалец. В начале марта 1917 г. всех 32 галицких старшин перевели в лагерь в посёлке Дубовка за 50 км на север от Царицына, где условия пребывания, прежде всего жильё, были намного лучше. При участии Е. Коновальца в лагере в Дубовке старшины основали небольшую библиотеку, которой стал заведовать М. Матчак. В ней были книги, приобретённые за собственные средства, присланные из Киева, Москвы, Полтавы, все экземпляры журнала «Русская жизнь», который в Москве издавал С. Петлюра, а также газеты, в частности «Царицынский вестник». В лагере совместно со старшинами других национальностей (поляками, чехами, болгарами, хорватами) были учреждены университетский и политехнический курсы 
Летом 1917 года Е. Коновалец, как представитель царицынской украинской общины, выехал в Киев. Чтобы с отъездом Коновальца не потерять связи с украинскими пленными в Царицыне, а также постоянной связи с Киевом, хорунжий Матчак добровольно переходит в состав сформированного в Царицыне украинского куреня, где возглавляет аппарат снабжения. На призыв Е. Коновальца из Киева в ночь на Рождество 1918 года 14 галицких старшин (А. Мельник, Р. Сушко и другие) незаметно покинули лагерь в Дубовке и в метель пешком добрались до Царицына. Там М. Матчак, как начальник снабжения, обеспечил их российской военной формой, деньгами и свидетельствами об увольнении со службы, присланными из Киева Е. Коновальцем. В военном эшелоне они выехали в Киев, где вместе с Евгением Коновальцем, Андреем Мельником Михаил Матчак стал одним из организаторов Куреня (позже Корпуса) Сечевых Стрельцов. Он входил в состав Стрелецкого Совета куреня, был адъютантом командира Куреня Е. Коновальца и стал самым молодым сотником в составе Корпуса. В марте 1919 года в бою под Бердичевом был ранен. На фронте находился до декабря 1919 года.

## Политическая деятельность
После возвращения с фронта во Львов М. Матчак продолжил активную политическую деятельность, совмещая её с учёбой. В июле 1920 года по инициативе Е. Коновальца, И. Андруха, В.Кучабского, М. Матчака, Я. Чижа состоялось последнее совещание Стрелецкого совета Корпуса Сечевых Стрельцов, на котором с целью продолжения вооружённой борьбы за независимость Украины было решено создать нелегальную Украинскую военную организацию (УВО). Организационные мероприятия по созданию УВО были начаты во Львове. В конце августа М. Матчак и Я. Чиж основали первый командный центр УВО. В сентябре 1920 во Львове была создана временная Начальная Коллегия УВО (М. Матчак, А. Навроцкий, Ю. Полянский, Я. Чиж и Целевич), которую под названием Начальная Команда УВО после переезда из Вены во Львов (20 июля 1921 года) возглавил полковник Е. Коновалец. Для финансирования УВО был создан «Украинский Боевой Комитет», который возглавил М. Матчак. Комитет занимался сбором денежных пожертвований на цели УВО и имел свои ячейки не только в Галичине, но и за рубежом (США, Чехословакия).
Свою деятельность УВО распространяла не только на военно-организационную сферу, но и на политическую, становясь де-факто руководящим политическим центром украинской общины. Её члены перебирали на себя ответственность за общественную жизнь и способствовали возобновлению деятельности различных общественных организаций, часто возглавляя их или входя в их руководящие органы. Так, усилиями Я. Чижа и М. Матчака был восстановлен Украинский Студенческий Союз, который стал самой деятельной и популярной организацией украинской молодёжи. Именно по инициативе Украинского Студенческого Союза и учёных НТШ (Щурата, М. Кордубы, М. Панчишин , В. Вергановський, И. Крипьякевича и др.) в ответ на репрессии польской власти против украинского образования и науки, фактический запрет украинской молодёжи учиться в университетах весной 1921 года был основан Украинский тайный университет (УТУ). М. Матчак записался на учёбу на юридический факультет. Условия обучения и труда в УТУ были далеки от идеальных. Только студенты философского и юридического факультетов имели возможность прослушать университетский курс полностью, в отличие от медицинского и политехнического факультетов, где обучение длилось 4 семестра. Обучение в университете проходило в условиях строгой конспирации, с преследованием и арестами польской полицией студентов и профессоров. Материальное обеспечение университета осуществляли сами студенты. Материальную поддержку университета оказывали украинские хозяйственные учреждения, представители эмиграции. Из этих источников покрывались расходы университета, а также по согласованию и апробации Студенческого вспомогательного общества, которое возглавлял студент М. Матчак, предоставлялась финансовая помощь студентам. Из-за преследования властей, отсутствия материальной базы и недостатка средств в июне 1925 г. на заседании сената университета было объявлено о прекращении его деятельности.
В октябре 1921 года Михаил Матчак был арестован по обвинению в причастности к бомбовому покушению на Ю. Пилсудского. Он принадлежал к пятёрке добровольцев, которые изъявили желание осуществить покушение, но жребий вытянул С. Федак. Поскольку твёрдых доказательств против Матчака не было, суд присяжных приговорил его только к 2 годам заключения. После выхода из тюрьмы он учился в Лейпциге, и продолжал политическую работу, став членом Украинской радикальной партии (УРП), а позже и членом её Главного Секретариата. Одновременно по поручению руководства УВО вместе с Д. Палиивым в течение 1924—1926 годов редактировал орган УВО «Новое время». За этот период проявил себя способным журналистом и публицистом, печатался в общественно-политическом журнале «Заграва».
В период внутреннего кризиса в УВО, вызванного идеологически-политическими разногласиями, по решению Главного Секретариата УРП М. Матчак в 1925 году вышел из рядов УВО.
В 1928 году от УРП был избран послом в польский сейм, где как хороший оратор выступал в защиту прав украинского народа.
В 1931 году женился на Стефании Савицкой (* 1891 — † 1977), общественной деятельнице, соучредителе кооператива домашнего промысла «Украинское народное искусство». Целью основанного во Львове в 1922 году кооператива была пропаганда модерного использования и сбыта изделий народного искусства, сохранения чистоты его стиля.

## Издательская деятельность
М. Матчак был членом управы издательского кооператива «Червона калина» (глава Надзорного Совета Степан Шухевич, главный директор Осип Навроцкий), основанной в 1921 году бывшими вояками УСС и УГА с целью собирать и издавать материалы, документы, воспоминания периода украинских освободительной боротьбы и государственности.
Создал и был владельцем издательства и библиотеки книг «Измарагд» во Львове (1923—1939). Издательство напечатало полные сборники произведений М. Черемшины, В. Стефаника, антологию современной украинской поэзии, художественную коллекцию «Екслибрис», произведения молодых писателей и классиков для школьной молодёжи.
Был в составе дирекции Украинского Издательства (УВ), основанного в 1939 года в Кракове Кубийовичем как общество с ограниченной ответственностью. Это было единственное разрешённое немецкой властью украинское издательство в Генеральной губернии, целью которого было удовлетворять потребности населения в книжной продукции, но прежде всего обеспечить школьную молодёжь учебниками. С 1941 года УВ получило возможность распространить издательскую деятельность на Галичину, где была образован второй филиал УВ, который возглавил М. Матчак. Филиал в Львове имел две типографии и печатал большинство изданий УВ. Кроме школьных учебников, «Истории Украины», «Кобзаря» Т. Шевченко, произведений Б. Лепкого, В. Бирчака и других печатались почти неизвестные читателям Галичины произведения писателей из Центральной и Восточной Украины Б. Антоненко-Давыдовича, В. Пидмогильного, М. Кулиша, М. Зерова, О. Влызько, О. Слисаренко; в издательстве вышли полные издания произведений В. Стефаника, Леся Мартовича, для нужд массового читателя серия «Книги для всех», из научных трудов «География Украины» В. Кубийовича, «Старый Галич» Я. Пастернака. За шесть лет работы «Украинское издательство» выпустило 544 книги и другие непериодические издания общим тиражом более 30 миллионов экземпляров и 1839 номеров журналов — тиражом почти 25 миллионов экземпляров. С апреля 1944 года Львовский филиал УВ прекратил свою работу.

## Арест и ссылка
Перед второй коммунистической оккупацией Львова М. Матчак с женой выехал в Вену. После прихода американских войск и разделения города на пять оккупационных зон он находился в английской зоне. Зная английский язык, Матчак работал чиновникам международной организации помощи УНРРА и был в тесном контакте с украинской эмиграцией. Он не подозревал, что коммунистическая агентура пристально следила за каждым его шагом. 27 февраля 1947 года Михаил Матчак вместе с женой Стефанияей и сыном своего брата Степана — Виктором Матчаком, американским военным, который находился в то время в Вене, посетил экспозицию недавно открытой выставки работ советских художников. Вечером по дороге домой, на выходе из кафе «Ринго», расположенного напротив университета, на него нападают два агенты НКВД, насильно заталкивают в автомобиль и перевозят в советскую зону. Оттуда 5 марта 1947 года его самолётом отправляют в Киев. 15 месяцев он находился под следствием в Лукьяновской тюрьме; на короткое время его вывозили на допросы в Москву. На основе решения «особого совещания» МВД СССР за «измену Родине», «антикоммунистическую пропаганду» и другие вины перед коммунистическим государством, гражданином которого он не был, 53-летний Михаил Матчак был осуждён на 25 лет в лагерях ГУЛАГа. 1 июля 1948 года его отправлено из Киева этапами в Караганду в Казахстан. 23 июля его привезли в лагерь возле г. Спасск, где он находился до 1954 года.
В первом письме, которое ему разрешили написать жене, от 1 августа 1948 года он написал: «Я здоров физически и душевно — оптимист. Верю, что и в моем деле скоро победит правда и справедливость».
В 1955 году вместе с другими каторжанами, которые не были гражданами СССР, его перевезли в лагерь в Караганде, а в 1956 году — в лагерь в Чурбай-Нури. Там ввиду ухудшения здоровья его зачислили в бригаду инвалидов. 25 сентября 1956 года начальник лагеря сообщает М. Матчаку о том, что указом Верховного Суда СССР он досрочно освобождён с правом возвращения на последнее место жительства (то есть в Австрию, в Вену). После этого его отправляют в репатриационний лагерь для бывших заключённых в посёлке Потьма в Мордовии, где сообщают решение властей о запрете его выезда в Вену. Матчак решительно отказывается оставаться в СССР и, ссылаясь на решение Верховного Суда, подаёт ходатайство в Президиум Верховного Совета и Министерство Внутренних Дел СССР о предоставлении ему разрешения на выезд за границу. Эти ходатайства не были учтены. Когда его жена С. Савицкая, которая к тому времени уже проживала в США, узнала об освобождении мужа, она начала борьбу за его возвращение в Вену. Благодаря её стараниям правительство Австрии сразу предоставило разрешение Матчаку на въезд в Австрию, а позже — и гражданство.
Но ни эти мероприятия, ни интервенции Международного Комитета Красного Креста и Элеоноры Рузвельт, жены Франклина Рузвельта, не помогли М. Матчаку возвратиться в Австрию.
Михаила Матчака перевезли в дом инвалидов в Зубнове возле посёлка Потьма (Мордовия), где он тяжело заболел. Его товарищ по недоле сообщил о тяжёлом состоянии М. Матчака его брату Петру во Львове. Но Петр Матчак не успел на последнюю встречу с братом. Когда он с женой приехал в Потьму, то уже не застал его живым. Михаил Матчак умер 19 ноября 1958 года. Родным с большим трудом удалось выкупить его тело, перевезти во Львов и 28 ноября 1958 года похоронить при центральной аллее Лычаковского кладбища. Рядом похоронены сестры его жены Савицкая Мария и Савицкая Ольга.